# Lac Guindon
Lac Guindon är en sjö i Kanada.   Den ligger i regionen Laurentides och provinsen Québec, i den sydöstra delen av landet, 130 km öster om huvudstaden Ottawa. Lac Guindon ligger 315 meter över havet.
I omgivningarna runt Lac Guindon växer i huvudsak blandskog. Runt Lac Guindon är det ganska tätbefolkat, med 248 invånare per kvadratkilometer.